# Chorosno
Chorosno  (ukr. Хоросна) – wieś na Ukrainie, w  obwodzie iwanofrankiwskim, w rejonie kołomyjskim.